# Parc quasi national de Tenryū-Okumikawa
Le parc quasi national de Tenryū-Okumikawa (天竜奥三河国定公園, Tenryū-Okumikawa Kokutei kōen) est un parc quasi national situé dans les préfectures d'Aichi, de Nagano et de Shizuoka au Japon. Créé le 1er octobre 1969, il s'étend sur 257,56 km2.